# Nedjma (auteur)
Nedjma est le pseudonyme d’une romancière marocaine, auteure d’un best-seller, un récit érotique autobiographique. Ce roman, L’Amande, est présenté lors de sa publication en France en 2004 par la maison d'édition française, Plon, comme le premier roman érotique écrit par une femme musulmane. Il est indiqué que l’auteure associée à ce pseudonyme, Nedjma, est alors une marocaine d’une quarantaine d’années, même si cette auteure préfère préserver son anonymat. Le livre se vend bien et est publié ensuite dans une petite dizaine de langues. Cette même auteur publie également les années suivantes quelques autres romans qui n’ont pas le même succès.

## Biographie
En 2004, l’auteure, musulmane, décide de  publier un récit érotique consacré à la vie sexuelle d’une femme du Maghreb, L’Amande. Le livre rencontre le succès en librairie. Littérature d'émancipation ou opportunité éditoriale ? Le livre attire rapidement les controverses des musulmans conservateurs. Âgée d’une quarantaine d’accès, marocaine, l’auteure choisit de rester sous un pseudonyme et de ne pas dévoiler son identité malgré le succès de son premier ouvrage,  étant l’objet de menaces pour ses récits, qui seraient en partie autobiographiques,. Le pseudonyme choisi signifie « étoile » et rappelle l’héroïne du roman Nedjma de Kateb Yacine, une figure de la littérature algérienne. 
Elle déclare au New York Times : « Le corps est le dernier tabou, celui où se concentrent tous les interdits politiques et religieux ». Son premier ouvrage rencontre un certain engouement des critiques littéraires et du public. Elle publie ensuite d’autres romans qui n’ont pas le même succès.

## Principales publications
- 2004 : L’Amande[3]
- 2009 : La traversée des sens[6],[2]
- 2011 : Toi l’Arabe[8].
- 2015 :  D'ambre et de soie[9].
- 2023 : Les Coquelicots[10]